# Pièces en euro de l'Allemagne

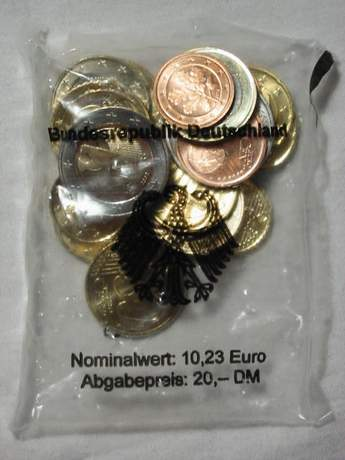
Starterkit allemand.

Les pièces en euro de l'Allemagne sont les pièces de monnaie en euro frappées par l'Allemagne et mises en circulation par la Banque fédérale d'Allemagne. L'euro a remplacé l'ancienne monnaie nationale, le Deutsche Mark, le 1er janvier 1999 (entrée dans la zone euro) au taux de conversion de 1 euro = 1,95583 Deutsche Mark. Les pièces en euro allemandes ont cours légal dans la zone euro depuis le 1er janvier 2002.

## Pièces destinées à la circulation

### Face commune et spécifications techniques
Comme toutes les pièces en euro destinées à la circulation, les pièces allemandes répondent aux spécifications techniques communes et présentent un revers commun utilisé par tous pays de la zone euro. Celui-ci indique la valeur de la pièce. L'Allemagne utilise la deuxième version du revers depuis 2007.

### Faces nationales des pièces courantes
Les faces nationales allemandes ont été présentées, à Bonn, le 17 septembre 1997 par le ministre allemand des finances, Theodor Waigel.
Les huit pièces allemandes présentent trois dessins différents sur l'avers :
- Pièces de 1, 2 et 5 centimes : Un rameau de chêne composé de 5 feuilles et de 2 glands, à la base duquel est indiqué le millésime. Le tout est entouré des 12 étoiles du drapeau européen en creux dans un anneau. La gravure est de Rolf Lederbogen[1]. Les feuilles de chêne, symbole de robustesse, étaient déjà présentes sur les pièces en pfennig[2].
- Pièces de 10, 20 et 50 centimes : La Porte de Brandebourg, à Berlin, choisie comme symbole de la réunification allemande et européenne[2], au-dessus du millésime. Le tout est entouré des 12 étoiles du drapeau européen dans un anneau. La gravure est de Reinhard Heinsdorff[1].
- Pièces de 1 et 2 euros : L'aigle héraldique allemand, au-dessus du millésime. Le tout est entouré des 12 étoiles du drapeau européen sur l'anneau externe, sur un fond légèrement strié horizontalement. La gravure est de Heinz Hoyer et Sneschana Russewa-Hoyer[1]. L'aigle héraldique, présent sur les armoiries de l'Allemagne, figurait déjà, stylisé différemment, sur les pièces de 1 et 5 Deutsche Mark.

Les pièces ne mentionnent pas le nom du pays émetteur mais portent une lettre identifiant les ateliers de frappe :
- A : Staatliche Münze Berlin de Berlin ;
- D : Bayerisches Hauptmünzamt de Munich ;
- F : Staatliche Münzen Baden-Württemberg de Stuttgart ;
- G : Staatliche Münzen Baden-Württemberg de Karlsruhe ;
- J : Hamburgische Münze de Hambourg.

Le premier millésime indiqué est 2002, date de la mise en circulation des pièces.
La description des faces nationales de l'Allemagne et des 14 autres pays ayant adopté l'euro fiduciaire en 2002 a été publiée dans le Journal officiel de l'Union européenne, le 28 décembre 2001.
| 1 centime                          | 2 centimes                    | 5 centimes                            |
| ---------------------------------- | ----------------------------- | ------------------------------------- |
|                                    |                               |                                       |
| Rameau de chêne.                   |                               |                                       |
| 10 centimes                        | 20 centimes                   | 50 centimes                           |
|                                    |                               |                                       |
| La porte de Brandebourg, à Berlin. |                               |                                       |
| 1 euro                             | 2 euros                       | Gravure sur la tranche (2 euros)      |
|                                    |                               |                                       |
| L'aigle héraldique allemande.      | L'aigle héraldique allemande. | Paroles de l'hymne national allemand. |

### Pièces commémoratives de 2 euros
L'Allemagne a débuté en 2006 une première série de pièces commémoratives de 2 € pour la présidence des Länder au Bundesrat. En 2023, après l'émission d'une face commémorative par État, elle entame une deuxième série axée sur les identités culturelles des Länder.
L'Allemagne émet également des pièces en commun avec d'autres pays (avec l'ensemble des pays de la zone euro en 2007, 2009, 2012 et 2015 ; avec la France en 2013) ou pour d'autres événements (à partir de 2015 pour le 25e anniversaire de la réunification allemande).

#### De 2006 à 2009
| 2006                                           | |                       |
| Présidence du Schleswig-Holstein au Bundesrat, | |                       |
|                                                | Cette pièce est la première pièce de la première série de pièces allemandes de 2 euros des Länder. La représentation de la Holstentor, porte emblématique de la ville de Lübeck. En dessous de la porte apparaissent les mots SCHLESWIG-HOLSTEIN. Les douze étoiles du drapeau européen forment un demi-cercle sur la partie supérieure de l'anneau externe, interrompu par le millésime 2006 au sommet de la pièce. Le nom du pays émetteur BUNDESREPUBLIK DEUTSCHLAND forme un demi-cercle sur la partie inférieure de l'anneau extérieur. |                       |
| Graveur : Heinz Hoyer                          | \| Gravure sur la tranche : \| Date : \| Tirage : \| \| \| 3 février 2006 \| 30 millions de pièces \| |                       |
| Gravure sur la tranche :                       | Date : | Tirage :              |
|                                                | 3 février 2006 | 30 millions de pièces |

| 2007                                                           | |                       |
| Présidence du Mecklembourg-Poméranie-Occidentale au Bundesrat, | |                       |
|                                                                | Cette pièce est la deuxième de la première série de pièces allemandes de 2 euros des Länder. La représentation du Château de Schwerin. Les mots MECKLENBURG-VORPOMMERN (Mecklembourg-Poméranie-Occidentale) apparaissent sous le château. Les douze étoiles du drapeau européen forment un demi-cercle sur la partie supérieure de l'anneau externe, interrompu par le millésime 2007 au sommet de la pièce. Le nom du pays émetteur BUNDESREPUBLIK DEUTSCHLAND forme un demi-cercle sur la partie inférieure de l'anneau extérieur. |                       |
| Graveur : Heinz Hoyer                                          | \| Gravure sur la tranche : \| Date : \| Tirage : \| \| \| 2 février 2007 \| 30 millions de pièces \| |                       |
| Gravure sur la tranche :                                       | Date : | Tirage :              |
|                                                                | 2 février 2007 | 30 millions de pièces |

| 2007                                | |                       |
| 50e anniversaire du traité de Rome, | |                       |
|                                     | Tous les pays de la zone euro, dont l'Allemagne, ont émis le 25 mars 2007 une pièce commémorative de 2 € pour célébrer le 50e anniversaire du traité de Rome. Le centre de la pièce représente le traité signé par les six États membres fondateurs devant un arrière-plan évoquant le dallage, dessiné par Michel-Ange, de la place du Capitole, à Rome, où le traité a été signé le 25 mars 1957. Le mot EUROPA (Europe) figure au-dessus du livre. La légende RÖMISCHE VERTRÄGE (Traité de Rome) et 50 JAHRE (50 ans) est inscrite au-dessus du dessin. Le millésime 2007 et le nom du pays émetteur BUNDESREPUBLIK DEUTSCHLAND sont inscrits sous le dessin. L'anneau externe de la pièce comporte les douze étoiles du drapeau européen. |                       |
| Graveur :                           | \| Gravure sur la tranche : \| Date : \| Tirage : \| \| \| 25 mars 2007 \| 30 millions de pièces \| |                       |
| Gravure sur la tranche :            | Date : | Tirage :              |
|                                     | 25 mars 2007 | 30 millions de pièces |

| 2008                                 | |                       |
| Présidence de Hambourg au Bundesrat, | |                       |
|                                      | Cette pièce est la troisième de la première série de pièces allemandes de 2 euros des Länder. La représentation de l'Église Saint-Michel de Hambourg. Le mot HAMBURG (Hambourg) apparaît sous l'église. Les douze étoiles du drapeau européen forment un demi-cercle sur la partie supérieure de l'anneau externe, interrompu par le millésime 2008 au sommet de la pièce. Le nom du pays émetteur BUNDESREPUBLIK DEUTSCHLAND forme un demi-cercle sur la partie inférieure de l'anneau extérieur. |                       |
| Graveur : Erich Ott                  | \| Gravure sur la tranche : \| Date : \| Tirage : \| \| \| 1er février 2008 \| 30 millions de pièces \| |                       |
| Gravure sur la tranche :             | Date : | Tirage :              |
|                                      | 1er février 2008 | 30 millions de pièces |

| 2009                                                 | |                       |
| 10e anniversaire de l'Union économique et monétaire, | |                       |
|                                                      | Tous les pays de la zone euro ont émis le 1er janvier une pièce commémorative de 2 € pour célébrer le 10e anniversaire de l'Union économique et monétaire. Le centre de la pièce illustre une silhouette humaine stylisée dont le bras gauche est prolongé par le symbole de l'euro. Le nom du pays émetteur BUNDESREPUBLIK DEUTSCHLAND apparaît dans la partie supérieure, tandis que l'indication 1999-2009 et l'acronyme WWU (pour Wirtschafts- und Währungsunion, Union économique et monétaire ou UEM) apparaissent dans la partie inférieure. L'anneau externe de la pièce représente les douze étoiles du drapeau européen. |                       |
| Graveur : Geórgios Stamatópoulos                     | \| Gravure sur la tranche : \| Date : \| Tirage : \| \| \| 1er janvier 2009 \| 30 millions de pièces \| |                       |
| Gravure sur la tranche :                             | Date : | Tirage :              |
|                                                      | 1er janvier 2009 | 30 millions de pièces |

| 2009                                 | |                       |
| Présidence de la Sarre au Bundesrat, | |                       |
|                                      | Cette pièce est la quatrième de la première série de pièces allemandes de 2 euros des Länder. La représentation de la Ludwigskirche (église du Prince Louis de Nassau), à Sarrebruck. Le mot SAARLAND (Sarre) apparaît sous le monument. Les douze étoiles du drapeau européen forment un demi-cercle sur la partie supérieure de l'anneau externe, interrompu par le millésime 2009 au sommet de la pièce. Le nom du pays émetteur BUNDESREPUBLIK DEUTSCHLAND forme un demi-cercle sur la partie inférieure de l'anneau extérieur. |                       |
| Graveur : Friedrich Brenner          | \| Gravure sur la tranche : \| Date : \| Tirage : \| \| \| 6 février 2009 \| 30 millions de pièces \| |                       |
| Gravure sur la tranche :             | Date : | Tirage :              |
|                                      | 6 février 2009 | 30 millions de pièces |

#### De 2010 à 2019
| 2010                              | |                       |
| Présidence de Brême au Bundesrat, | |                       |
|                                   | Cette pièce est la cinquième de la première série de pièces allemandes de 2 euros des Länder. La représentation de l'hôtel de ville de Brême (classée au patrimoine mondial par l'Unesco en 2004), avec au premier plan la statue de Roland. En bas, à droite la légende BREMEN (Brême). Sur l'anneau externe de la pièce, l'indication du pays émetteur D et le millésime 2010 sont insérés respectivement en haut et en bas parmi les douze étoiles du drapeau européen. |                       |
| Graveur : Bodo Broschat           | \| Gravure sur la tranche : \| Date : \| Tirage : \| \| \| 29 janvier 2010 \| 30 millions de pièces \| |                       |
| Gravure sur la tranche :          | Date : | Tirage :              |
|                                   | 29 janvier 2010 | 30 millions de pièces |

| 2011                                                       | |                       |
| Présidence de la Rhénanie-du-Nord-Westphalie au Bundesrat, | |                       |
|                                                            | Cette pièce est la sixième de la première série de pièces allemandes de 2 euros des Länder. La représentation de la cathédrale de Cologne dans son intégralité, chef-d'œuvre d'architecture gothique, en mettant l'accent sur la beauté du portail sud. La légende NORDRHEIN-WESTFALEN (Rhénanie-du-Nord-Westphalie) est située sous le bâtiment. L'anneau externe de la pièce comporte les douze étoiles du drapeau européen. Entre les étoiles, dans le bas, le millésime, 2011, et au-dessus, la référence au pays émetteur, D (pour Deutschland). |                       |
| Graveur : Heinz Hoyer                                      | \| Gravure sur la tranche : \| Date : \| Tirage : \| \| \| 28 janvier 2011 \| 30 millions de pièces \| |                       |
| Gravure sur la tranche :                                   | Date : | Tirage :              |
|                                                            | 28 janvier 2011 | 30 millions de pièces |

| 2012                                                                          | |                       |
| 10e anniversaire de la mise en circulation des billets et des pièces en euro, | |                       |
|                                                                               | Le dessin au centre de la pièce symbolise la place acquise en dix ans par l'euro, qui est désormais un acteur mondial à part entière, et son importance dans la vie quotidienne, différents aspects étant décrits : les citoyens (représentés par une famille de quatre personnes), le commerce (le bateau), l'industrie (l'usine) et l'énergie (les éoliennes). Le nom du pays émetteur BUNDESREPUBLIK DEUTSCHLAND est apposé en haut de la pièce. L'anneau externe de la pièce comporte les douze étoiles du drapeau européen. |                       |
| Graveur : Helmut Andexlinger                                                  | \| Gravure sur la tranche : \| Date : \| Tirage : \| \| \| 2 janvier 2012 \| 30 millions de pièces \| |                       |
| Gravure sur la tranche :                                                      | Date : | Tirage :              |
|                                                                               | 2 janvier 2012 | 30 millions de pièces |

| 2012                                   | |                       |
| Présidence de la Bavière au Bundesrat, | |                       |
|                                        | Cette pièce est la septième de la première série de pièces allemandes de 2 euros des Länder. La représentation du château de Neuschwanstein, près de Füssen, vu de l'est, avec le portail en avant-plan, surmonté des tours et tourelles de style médiéval. Derrière le château, une vue stylisée du panorama montagneux. L'anneau externe de la pièce comporte les douze étoiles du drapeau européen. Entre les étoiles se trouvent, dans la partie inférieure, le millésime 2012 et, dans la partie supérieure, l'indication du pays émetteur D (pour Deutschland). |                       |
| Graveur : Erich Ott                    | \| Gravure sur la tranche : \| Date : \| Tirage : \| \| \| 3 février 2012 \| 30 millions de pièces \| |                       |
| Gravure sur la tranche :               | Date : | Tirage :              |
|                                        | 3 février 2012 | 30 millions de pièces |

| 2013                                    | |                       |
| 50e anniversaire du Traité de l'Élysée, | |                       |
|                                         | Les effigies de Charles de Gaulle, président de la République française, et de Konrad Adenauer, chancelier allemand, entourant l'inscription 50 ANS JAHRE et le millésime 2013. En haut l'inscription en français TRAITÉ DE L'ÉLYSÉE et en bas l'inscription en allemand ÉLYSÉE-VERTRAG. Sous chaque effigie, la signature du dirigeant. Sous la signature du chancelier, la mention du pays émetteur D (pour Deutschland) et la lettre d'atelier. L'anneau externe de la pièce comporte les douze étoiles du drapeau européen. |                       |
| Graveur : Stefanie Lindner Yves Sampo   | \| Gravure sur la tranche : \| Date : \| Tirage : \| \| \| Janvier 2013 \| 11 millions de pièces \| |                       |
| Gravure sur la tranche :                | Date : | Tirage :              |
|                                         | Janvier 2013 | 11 millions de pièces |

| 2013                                        | |                       |
| Présidence du Bade-Wurtemberg au Bundesrat, | |                       |
|                                             | Cette pièce est la huitième de la première série de pièces allemandes de 2 euros des Länder. La représentation de l'Abbaye de Maulbronn, avec sur la partie droite une vue de la façade du bâtiment et sur la gauche le détail de la fontaine. En haut, le millésime 2013. En bas l'inscription BADEN-WÜRTTEMBERG (Bade-Wurtemberg) et la mention du pays émetteur D (pour Deutschland). L'anneau externe de la pièce comporte les douze étoiles du drapeau européen. |                       |
| Graveur : Eugen Ruhl                        | \| Gravure sur la tranche : \| Date : \| Tirage : \| \| \| 1er février 2013 \| 30 millions de pièces \| |                       |
| Gravure sur la tranche :                    | Date : | Tirage :              |
|                                             | 1er février 2013 | 30 millions de pièces |

| 2014                                      | |                       |
| Présidence de la Basse-Saxe au Bundesrat, | |                       |
|                                           | Cette pièce est la neuvième de la première série de pièces allemandes de 2 euros des Länder. La représentation de l'église Saint-Michel à Hildesheim. En haut, à gauche, le millésime 2014. En bas, la légende NIEDERSACHSEN (Basse-Saxe) et l'initiale du pays émetteur D (pour Deutschland). L'anneau externe de la pièce comporte les douze étoiles du drapeau européen. |                       |
| Graveur : Erich Ott                       | \| Gravure sur la tranche : \| Date : \| Tirage : \| \| \| 7 février 2014 \| 30 millions de pièces \| |                       |
| Gravure sur la tranche :                  | Date : | Tirage :              |
|                                           | 7 février 2014 | 30 millions de pièces |

| 2015                              | |                       |
| Présidence de Hesse au Bundesrat, | |                       |
|                                   | Cette pièce est la dixième de la première série de pièces allemandes de 2 euros des Länder. La représentation de l'église Saint-Paul de Francfort-sur-le-Main. En haut, à gauche, le millésime 2015. En bas, la légende HESSEN (Hesse). En haut à droite, l'initiale du pays émetteur D (pour Deutschland). L'anneau externe de la pièce comporte les douze étoiles du drapeau européen. |                       |
| Graveur : Heinz Hoyer             | \| Gravure sur la tranche : \| Date : \| Tirage : \| \| \| 30 janvier 2015 \| 30 millions de pièces \| |                       |
| Gravure sur la tranche :          | Date : | Tirage :              |
|                                   | 30 janvier 2015 | 30 millions de pièces |

| 2015                                            | |                       |
| 25e anniversaire de la réunification allemande, | |                       |
|                                                 | Un groupe de personnes stylisées devant la Porte de Brandebourg, à Berlin, entourés, à gauche, de la légende 25 JAHRE DEUTSCHE EINHEIT (25 ans de l'unité allemande) et le millésime 2015 et, à droite, de la légende WIR SIND EIN VOLK (Nous sommes un seul peuple) répétée trois fois. L'initiale du pays émetteur D (pour Deutschland) est repris à gauche de la Porte de Brandebourg. L'anneau externe de la pièce comporte les douze étoiles du drapeau européen. |                       |
| Graveur : Bernd Wendhut                         | \| Gravure sur la tranche : \| Date : \| Tirage : \| \| \| 30 janvier 2015 \| 30 millions de pièces \| |                       |
| Gravure sur la tranche :                        | Date : | Tirage :              |
|                                                 | 30 janvier 2015 | 30 millions de pièces |

| 2015                                  | |                       |
| 30e anniversaire du drapeau européen, | |                       |
|                                       | Le drapeau européen dessiné grossièrement, entouré par douze bonshommes stylisés. En haut à droite, le nom du pays émetteur BUNDESREPUBLIK DEUTSCHLAND suivi des années 1985-2015. L'anneau externe de la pièce comporte les douze étoiles du drapeau européen. |                       |
| Graveur : Geórgios Stamatópoulos      | \| Gravure sur la tranche : \| Date : \| Tirage : \| \| \| 4e trimestre 2015 \| 30 millions de pièces \| |                       |
| Gravure sur la tranche :              | Date : | Tirage :              |
|                                       | 4e trimestre 2015 | 30 millions de pièces |

| 2016                                | |                       |
| Présidence de la Saxe au Bundesrat, | |                       |
|                                     | Cette pièce est la onzième de la première série de pièces allemandes de 2 euros des Länder. La représentation de la cour intérieure du Zwinger à Dresde, avec au fond la Kronentor (de) et à l'avant-plan des fontaines. En bas, la légende SACHSEN (Saxe) surmontée de l'initiale du pays émetteur D (pour Deutschland). En haut, à gauche, le millésime 2016. L'anneau externe de la pièce comporte les douze étoiles du drapeau européen. |                       |
| Graveur : Jordi Truxa               | \| Gravure sur la tranche : \| Date : \| Tirage : \| \| \| 5 février 2016 \| 30 millions de pièces \| |                       |
| Gravure sur la tranche :            | Date : | Tirage :              |
|                                     | 5 février 2016 | 30 millions de pièces |

| 2017                                              | |                       |
| Présidence de la Rhénanie-Palatinat au Bundesrat, | |                       |
|                                                   | Cette pièce est la douzième de la première série de pièces allemandes de 2 euros des Länder. La représentation de la Porta Nigra à Trèves, côté campagne. En bas, la légende RHEINLAND-PFALZ (Rhénanie-Palatinat) au-dessus de l'initiale du pays émetteur D (pour Deutschland). En haut, le millésime 2017. L'anneau externe de la pièce comporte les douze étoiles du drapeau européen. |                       |
| Graveur : František Chochola                      | \| Gravure sur la tranche : \| Date : \| Tirage : \| \| \| 3 février 2017 \| 30 millions de pièces \| |                       |
| Gravure sur la tranche :                          | Date : | Tirage :              |
|                                                   | 3 février 2017 | 30 millions de pièces |

| 2018 | |                       |
| 100e anniversaire de la naissance du Chancelier fédéral d'Allemagne Helmut Schmidt, le 23 décembre 1918 à Hambourg, | |                       |
| | L'effigie d'Helmut Schmidt de face, la main droite en avant, symbolisant le dialogue avec un interlocuteur. En haut à droite, son nom HELMUT SCHMIDT. Au-dessus de son épaule gauche, ses années de naissance et de mort 1918-2015. Derrière sa nuque, l'initiale du pays émetteur D (pour Deutschland) et le millésime 2018. L'anneau externe de la pièce comporte les douze étoiles du drapeau européen. |                       |
| Graveur : Bodo Broschat                                                                                             | \| Gravure sur la tranche : \| Date : \| Tirage : \| \| \| 30 janvier 2018 \| 30 millions de pièces \| |                       |
| Gravure sur la tranche :                                                                                            | Date : | Tirage :              |
| | 30 janvier 2018 | 30 millions de pièces |

| 2018                               | |                       |
| Présidence de Berlin au Bundesrat, | |                       |
|                                    | Cette pièce est la treizième de la première série de pièces allemandes de 2 euros des Länder. La représentation du bâtiment principal du Château de Charlottenbourg, à Berlin, et de sa cour d'honneur. À l'avant-plan, le haut des deux piliers du portail d'entrée du château, surmontés chacun par la statue d'un gladiateur. Entre les piliers, la légende BERLIN au-dessus de l'initiale du pays émetteur D (pour Deutschland). En haut, à gauche, le millésime 2018. L'anneau externe de la pièce comporte les douze étoiles du drapeau européen. |                       |
| Graveur : Bodo Broschat            | \| Gravure sur la tranche : \| Date : \| Tirage : \| \| \| 30 janvier 2018 \| 30 millions de pièces \| |                       |
| Gravure sur la tranche :           | Date : | Tirage :              |
|                                    | 30 janvier 2018 | 30 millions de pièces |

| 2019                                                           | |                       |
| 70e anniversaire de la fondation du Bundesrat, en 1949 à Bonn, | |                       |
|                                                                | Représentation du siège actuel du Bundesrat, ancienne Chambre des seigneurs de Prusse, à Berlin. Sous le bâtiment le mot BUNDESRAT au-dessus de l'initiale du pays émetteur D (pour Deutschland). Au-dessus du bâtiment, le millésime 2019. L'anneau externe de la pièce comporte les douze étoiles du drapeau européen. À la suite d'un changement dans l'ordre des présidences, l'Allemagne n'émet pas de pièce de la première série des pièces de 2 € commémoratives sur les Länder en 2019. En effet, la présidence du Schleswig-Holstein a déjà été commémorée en 2006. |                       |
| Graveur : Michael Otto                                         | \| Gravure sur la tranche : \| Date : \| Tirage : \| \| \| 29 janvier 2019 \| 30 millions de pièces \| |                       |
| Gravure sur la tranche :                                       | Date : | Tirage :              |
|                                                                | 29 janvier 2019 | 30 millions de pièces |

| 2019                                                                                  | |                       |
| 30e anniversaire de la chute du Mur de Berlin, dans la nuit du 9 au 10 novembre 1989, | |                       |
|                                                                                       | Le Mur de Berlin dont un pan s'est écroulé, laissant passer une foule en liesse et des colombes de la paix. Au fond, la Porte de Brandebourg. Sur le mur, à gauche, comme un tag, la légende 30 JAHRE MAUERFALL (30 ans chute du mur). En bas, le millésime 2019 et l'abréviation du pays émetteur D (pour Deutschland). L'anneau externe de la pièce comporte les douze étoiles du drapeau européen. Le dessin est similaire à celui de la pièce émise par la France sur le même thème, la même année. |                       |
| Graveur : Joaquin Jimenez                                                             | \| Gravure sur la tranche : \| Date : \| Tirage : \| \| \| Septembre/octobre 2019 \| 30 millions de pièces \| |                       |
| Gravure sur la tranche :                                                              | Date : | Tirage :              |
|                                                                                       | Septembre/octobre 2019 | 30 millions de pièces |

#### Depuis 2020
| 2020                                   | |
| Présidence du Brandebourg au Bundesrat | |
|                                        | Cette pièce est la quatorzième de la première série de pièces allemandes de 2 euros des Länder. Vue du Palais de Sanssouci à Potsdam, avec les plateaux de vignes et les escaliers. En haut le millésime 2020. En bas, la légende BRANDENBURG (Brandebourg) au-dessus de l'initiale du pays émetteur D (pour Deutschland). L'anneau externe de la pièce comporte les douze étoiles du drapeau européen. |
| Graveur : Jordi Truxa                  | \| Gravure sur la tranche : \| Date : \| \| \| 28 janvier 2020 \| |
| Gravure sur la tranche :               | Date : |
|                                        | 28 janvier 2020 |

| 2020                                                                                 | |                       |
| 50e anniversaire de l'agenouillement de Willy Brandt à Varsovie, le 7 décembre 1970, | |                       |
|                                                                                      | Le Chancelier Willy Brandt de dos agenouillé devant le Monument aux héros du ghetto à Varsovie, en Pologne au pied duquel est déposé une gerbe de fleurs. À l'avant plan, une menorah décorée de sculptures de lions. À gauche, le début de la légende 50 JAHRE KNIEFALL (50 ans de l'agenouillement). En bas, la fin de la légende VON WARSCHAU (de Varsovie). Au-dessus de la menorah, le millésime 2020. Sous le monument, l'initiale du pays émetteur D (pour Deutschland). L'anneau externe de la pièce comporte les douze étoiles du drapeau européen. |                       |
| Graveur : Bodo Broschat                                                              | \| Gravure sur la tranche : \| Date : \| Tirage : \| \| \| 8 octobre 2020 \| 30 millions de pièces \| |                       |
| Gravure sur la tranche :                                                             | Date : | Tirage :              |
|                                                                                      | 8 octobre 2020 | 30 millions de pièces |

| 2021                                      | |                   |
| Présidence de la Saxe-Anhalt au Bundesrat | |                   |
|                                           | Cette pièce est la quinzième de la première série de pièces allemandes de 2 euros des Länder,. La représentation de la cathédrale Saint-Maurice-et-Sainte-Catherine de Magdebourg, depuis l'arrière. En haut le millésime 2021. En bas, la légende SACHSEN-ANHALT (Saxe-Anhalt) au-dessus de l'initiale du pays émetteur D (pour Deutschland). L'anneau externe de la pièce comporte les douze étoiles du drapeau européen. |                   |
| Graveur : Michael Otto                    | \| Gravure sur la tranche : \| Date : \| Tirage : \| \| \| 26 janvier 2021 \| 30 000 000 pièces \| |                   |
| Gravure sur la tranche :                  | Date : | Tirage :          |
|                                           | 26 janvier 2021 | 30 000 000 pièces |

| 2022                                   | |
| Présidence de la Thuringe au Bundesrat | |
|                                        | Cette pièce est la seizième et dernière de la première série de pièces allemandes de 2 euros des Länder,. La vue en contrebas de la colline du château de la Wartbourg à Eisenach. En haut, à gauche, le millésime 2022. En bas, la légende THÜRINGEN (Thuringe) au-dessus de l'initiale du pays émetteur D (pour Deutschland). L'anneau externe de la pièce comporte les douze étoiles du drapeau européen. |
| Graveur : Olaf Stoy                    | \| Gravure sur la tranche : \| Date : \| \| \| 25 janvier 2022 \| |
| Gravure sur la tranche :               | Date : |
|                                        | 25 janvier 2022 |

| 2022                                                | |                       |
| 35e anniversaire du programme Erasmus, créé en 1987 | |                       |
|                                                     | Tous les pays de l'Union européenne utilisant l'euro émettent une pièce de 2 euros commémorative pour le 35e anniversaire du programme Erasmus. Le philosophe, humaniste et théologien néerlandais Érasme écrivant, d'après le tableau Desiderius Erasmus de Hans Holbein le Jeune, entouré d'une série de lien formant des étoiles et le nombre 35. Sur son flanc, les années 1987-2022 et les mots ERASMUS PROGRAMME. Devant sa poitrine, la mention du pays émetteur D. L'anneau externe de la pièce comporte les douze étoiles du drapeau européen. |                       |
| Graveur : Joaquin Jimenez                           | \| Gravure sur la tranche : \| Date : \| Tirage : \| \| \| 1er juillet 2022 \| 20 millions de pièces \| |                       |
| Gravure sur la tranche :                            | Date : | Tirage :              |
|                                                     | 1er juillet 2022 | 20 millions de pièces |

| 2023                                | |                   |
| Présidence de Hambourg au Bundesrat | |                   |
|                                     | Cette pièce est la première de la deuxième série de 16 pièces de 2 € commémoratives sur les Länder allemands Elle représente la Philharmonie de l'Elbe à Hambourg vue depuis l'Elbe. En haut à gauche, le millésime 2023 au-dessous de l'initiale du pays émetteur D (pour Deutschland). En bas, la légende HAMBURG (Hambourg). L'anneau externe de la pièce comporte les douze étoiles du drapeau européen. |                   |
| Graveur : Michael Otto de Rodenbach | \| Gravure sur la tranche : \| Date : \| Tirage : \| \| \| 24 janvier 2023 \| 30 500 000 pièces \| |                   |
| Gravure sur la tranche :            | Date : | Tirage :          |
|                                     | 24 janvier 2023 | 30 500 000 pièces |

| 2023                              | |                   |
| 1275eanniversaire de Charlemagne, | |                   |
|                                   | Le dessin représente le monogramme de l’empereur Charlemagne et le plan octogonal de la Cathédrale d'Aix-la-Chapelle, capitale de l’empire de Charlemagne. La partie intérieure de la pièce montre le lettrage « KARL DER GROSSE » dans la zone supérieure et l’année d’émission « 2023 » dans la zone inférieure, les années « 748 – 814 » |                   |
| Graveur : Tobias Winnen           | \| Gravure sur la tranche : \| Date : \| Tirage : \| \| \| 30 mars 2023 \| 20 000 000 pièces \| |                   |
| Gravure sur la tranche :          | Date : | Tirage :          |
|                                   | 30 mars 2023 | 20 000 000 pièces |

| 2024                                                          | |
| Présidence de Mecklembourg-Poméranie-Occidentale au Bundesrat | |
|                                                               | Cette pièce est la deuxième de la deuxième série de 16 pièces de 2 € commémoratives sur les Länder allemands Le dessin représente le Königsstuhl, un ensemble emblématique de falaises de craie couronnées d’une forêt de hêtres, situé dans le parc national de Jasmund, sur l'île de Rügen. Les falaises sont représentées vues du rivage, ce qui souligne de manière particulièrement efficace la monumentalité de ce site naturel exceptionnel. L’image détaillée crée un effet de profondeur en combinant la représentation de la mer, de l’avifaune et de l’humanité. La typographie moderne, en harmonie avec le dessin d’une mouette en vol, est intégrée dans le relief. La moitié supérieure de la partie centrale de la pièce comporte l’inscription «MECKLENBURG VORPOMMERN» |
| Graveur : Michael Otto                                        | \| Date : \| Tirage : \| \| 30 janvier 2024 \| 30 000 000 pièces \| |
| Date :                                                        | Tirage : |
| 30 janvier 2024                                               | 30 000 000 pièces |

| 2024                                                        | |
| 175e anniversaire de la constitution de l'église Saint-Paul | |
|                                                             | Le dessin comporte plusieurs couches thématiques. Au premier plan figure une représentation en perspective de l’Église Saint-Paul, et des représentants de l’assemblée constituante nationale arrivant dans l’église. Elle se superpose sur une représentation du document constitutionnel et d’une plume, symbolisant le résultat des travaux du parlement de Francfort. Enfin, le dessin est couronné par trois allégories féminines — l'Unité, la Justice et la Liberté — et par le drapeau tricolore noir, rouge et or. Ce vivant relief sur trois plans évoque l’intemporalité des principes démocratiques fondamentaux qui ont été couchés sur le papier pour la première fois et de manière fondatrice dans la Constitution de Francfort. La partie centrale de la pièce comporte également l’inscription «PAULSKIRCHENVERFASSUNG 1849» («Constitution de l’Église Saint-Paul 1849») et, en bas, l’année d’émission «2024» |
| Graveur :                                                   | \| Date : \| Tirage : \| \| 21 mars 2024 \| 30 000 000 pièces \| |
| Date :                                                      | Tirage : |
| 21 mars 2024                                                | 30 000 000 pièces |

### Tirage des pièces de circulation
|       | 1 ct   | 2 ct   | 5 ct  | 10 ct    | 20 ct    | 50 ct    | 1 €      | 2 €      |
| 2002  | 4 000  | 2 082  | 2 400 | 3 509,84 | 1 859,65 | 1 796,43 | 1 818,96 | 1 190,08 |
| 2003  | -      | 718    | -     | 146,01   | 190,46   | 110,22   | 80,1     | 115,74   |
| 2004  | 1 400  | 635    | 560   | 78,02    | 49,76    | 193,22   | 240,97   | 73,92    |
| 2005  | 600    | 365    | 220   | -        | 40       | -        | 59,84    | -        |
| 2006  | -      | 575    | 135   | -        | 195      | -        | -        | 30       |
| 2007  | 597    | 500    | 262   | -        | 108,25   | -        | -        | 60       |
| 2008  | 506    | 400    | 146   | -        | 78,75    | -        | -        | 87       |
| 2009  | 500    | 295    | 198   | -        | 108      | -        | -        | 60       |
| 2010  | 472    | 364    | 199   | -        | 122      | -        | -        | 128      |
| 2011  | 592    | 502    | 296   | -        | 165      | -        | -        | 149      |
| 2012  | 521    | 382,66 | 209   | -        | 106      | -        | -        | 60       |
| 2013  | 300    | 300    | 160   | -        | 80       | -        | -        | 41       |
| 2014  | 330    | 309    | 160   | -        | 96       | -        | -        | 64       |
| 2015  | 431    | 380    | 164   | -        | 114      | -        | -        | 90       |
| 2016  | 583    | 507    | 246   | -        | 192      | -        | -        | 101      |
| Total | 10 832 | 8 319  | 5 355 | 3 733,87 | 3 504,87 | 2 099,87 | 2 199,87 | 2 243,74 |

L'Allemagne est le premier producteur de pièces de toute la zone euro. Au 31 décembre 2001, le nombre de pièces suivantes avaient été émises :
|                       | 1 ct | 2 ct | 5 ct | 10 ct | 20 ct | 50 ct | 1 €  | 2 €  | Total |
| --------------------- | ---- | ---- | ---- | ----- | ----- | ----- | ---- | ---- | ----- |
| Nombre (en milliards) | 3,7  | 1,8  | 2,3  | 3,3   | 1,6   | 1,6   | 1,7  | 1,0  | 17    |
| Pourcentage du total  | 41 % | 25 % | 29 % | 40 %  | 26 %  | 28 %  | 36 % | 37 % | 33 %  |

## Pièces de collection
L'Allemagne émet également des pièces de collection qui ne peuvent être utilisées dans les autres pays.